# Новосёловка (Красноградский район)
Новосёловка (укр. Новоселівка) — село, Песчанский сельский совет, Красноградский район, Харьковская область.
Код КОАТУУ — 6323385503. Население по переписи 2001 года составляет 21 (8/13 м/ж) человек.

## Географическое положение
Село Новосёловка находится на левом берегу реки Ланная, недалеко от её истоков. Рядом проходят автомобильные дороги М-18 и Р-51.

## История
- 1800 — дата основания.